# ピエール・ダイイ
ピエール・ダイイ（フランス語：Pierre d’Ailly）またはペトルス・デ・アリアコ（ラテン語：Petrus de Alliaco, 1351年 - 1420年8月9日）は、中世フランスにおいて非常に影響力のあった神学者。コンスタンツ公会議でも重要な役割を果たした他、多方面にわたる膨大な著作を残した。

## 生涯
ダイイはコンピエーニュの繁盛していた肉屋の子として生まれた。1364年頃からパリのコレージュ・ド・ナヴァルで学び、1381年に神学博士、1384年には同コレージュの総長となった。1389年には国王シャルル6世付きの礼拝堂牧師となり、同年にパリ大学総長に任命された。彼が教え子の中で特に目をかけていたのは、ジャン・ジェルソンである。ジェルソンは後年ダイイの友となり、パリ大学総長の座を引き継ぐことにもなる。
当時は教会大分裂期であった。ダイイはその中でアヴィニョンの対立教皇ベネディクトゥス13世に受け入れられ、ル・ピュイ司祭（1395年）やカンブレー司祭（1397年）に任命された。ダイイはブルゴーニュ派とアルマニャック派の争い（百年戦争を参照）に干渉したため、前者から敵視されることになり、1418年に彼らが（蹂躙を加えつつ）首府を占拠した際には、そこへの立ち入りを禁じられることになる。
ダイイは1411年に、ピサの対立教皇ヨハネス23世によって枢機卿に任命され、1413年にはドイツ教皇特使に任命された。しかし、彼はコンスタンツ公会議ではその庇護を放棄する形で、教会大分裂終息のために、新教皇マルティヌス5世の擁立に関する主導的な役割を果たした。この公会議では、彼は、教会のみならず社会的にも脅威と判断したヤン・フスの有罪宣告にも尽力した。
ダイイはマルティヌス5世によって、教皇特使としてアヴィニョンに派遣され（1418年）、その地で1420年に没した。

## 学説
当時の歴史におけるダイイの重要性は、自明であるとしても、哲学史におけるそれは、必ずしも自明ではない。その実証はおそらく決定的にはならない。というのは、彼の膨大な作品は余り編纂されておらず、それゆえ余り知られていないからである。彼は旺盛に著述を行い、現在、（広大な主題をカバーする著書、論文、書簡、説教文等）少なくとも174点が知られている。
哲学・神学上の位置付けとしては、彼は14世紀のパリ大学におけるオッカム主義的唯名論の代表者の一人である。この分野における彼の作品で最も興味深いものは、ペトルス・ロンバルドゥス（ピエール・ロンバール）の『命題集（サンタンス）』への注釈である。彼はその中で、とりわけ彼の先行者であるオッカムのウィリアム、ジャン・ド・ミルクール、リミニのグレゴリオらに依拠しつつ、信仰上の教理を論理的な分析に従属させている。彼はその分析において、（無矛盾の原則にのみ規定される）神の絶対的権能と、（神が望む世界の秩序に一致する）命じられた権力とを改めて峻別している。そこには、少数の絶対的証明と、（常に絶対神の権能のあり得る干渉に従属する）条件付き証明とが存在する。
ダイイの哲学作品の中では、差し当たり『魂に関する論 Tractatus de anima 』を挙げておく。しかしながら、この作品集の大半は、（「公会議の問題に関する論」や「教会改革論」のように）教会大分裂や教会改革に関するものである。彼はそこで教皇に対する公会議の優越性を支持する立場を示している（公会議主義も参照のこと）。
ダイイはまた、科学（主として宇宙誌 Cosmography ）の普及に関する著書も残している。それらの中でも、地理的・百科事典的な名高い著書『イマゴ・ムンディ（世界像） Imago Mundi 』は、クリストファー・コロンブスが所有し、丹念に註を付けていたことで知られている。そして、コロンブスのアメリカ大陸到達に際して同書が果たした役割は、ダイイの名を高からしめるものとなっている。
他方で、師であったニコル・オレームや教え子であったジェルソンとは異なり、ダイイは諸事件の推移に果たす星辰の影響に魅せられていた。彼は、占星術と歴史、あるいは占星術と神学との一致を示す為に、（天体の）大会合の理論に依拠した。彼の占星術に関する著作のいくつかの章句を解釈した結果として、ダイイが、マルティン・ルターの宗教改革やフランス革命を予言していたとする者もいる（彼の予言は、ピエール・チュレル、リシャール・ルーサらに影響を及ぼした）。彼はまた、ユリウス暦の改革にも関心を示していた。
彼は、他にも書簡、説教集（ラテン語のもの、フランス語のもの）、フランス語による詩集なども残している。なお、上記で書名を挙げた著書などは、ガリカデジタル図書館（フランス国立図書館）で見ることができる。